# منزل الرفاعي
بيت الرفاعي أو منزل الرفاعي هو أحد المواقع الأثرية بجزيرة فرسان التابعة لمنطقة جازان جنوب غرب السعودية، وشيد سنة 1341هـ. بنى المنزل تاجر اللؤلؤ أحمد المنور الرفاعي الذي كان أحد أهم و أكبر تجار الجزيرة قديماً، ويتميز المنزل بجمال تصميمه ونقوشه ويعد تحفة حقيقية في مجال الفن المعماري القديم حيث يعكس الثراء والترف بفرسان أيام ازدهار تجارة اللؤلؤ.

## وصف المنزل

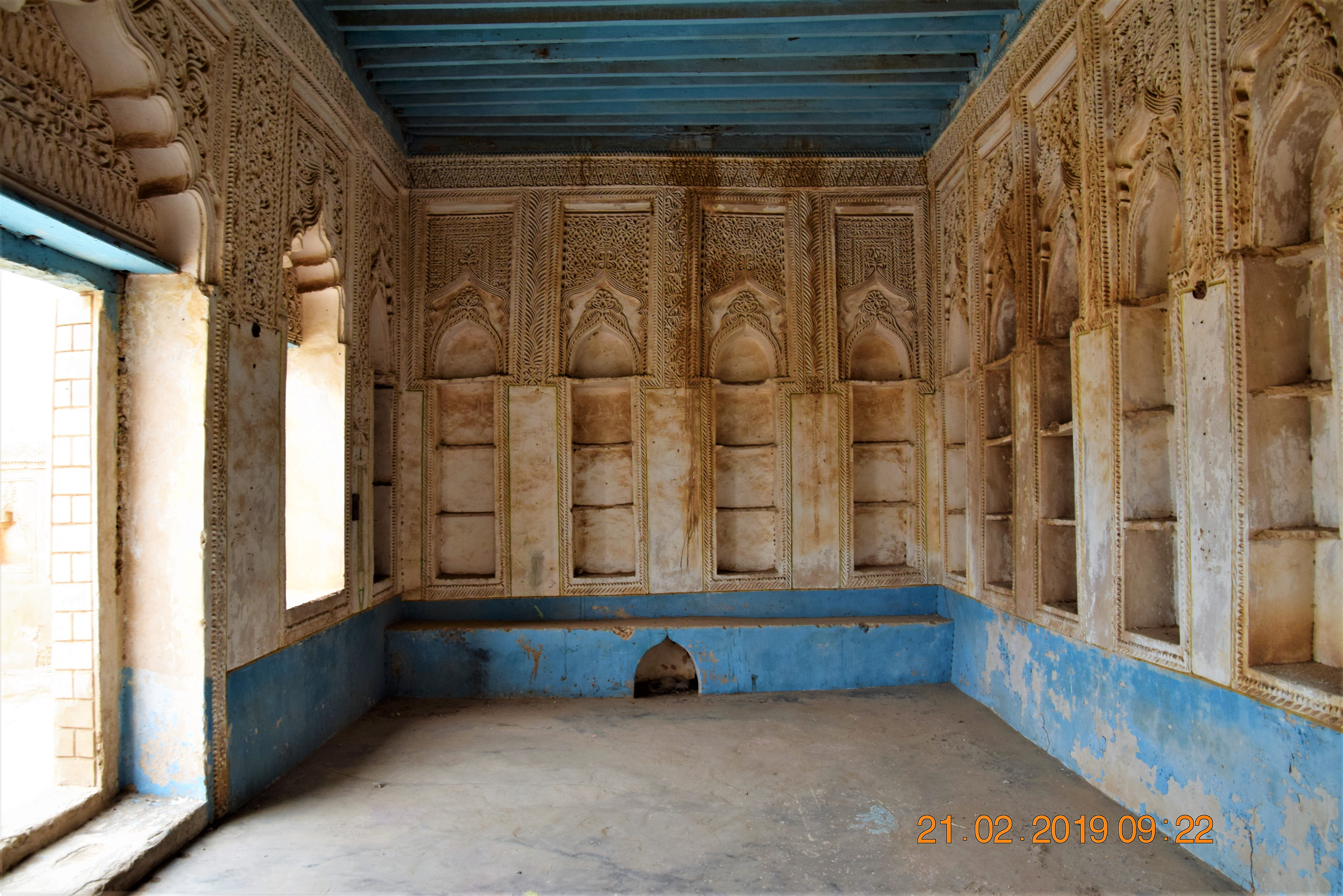
من الداخل.

صمم أحمد المنور الرفاعي منزله متأثرا بتصاميم حضارة الهند العريقة، والتي عرفها من خلال رحلاته العديدة إلى الهند بغرض التجارة في اللؤلؤ، حيث جلب من الهند اثنين من المهندسين المعمارين، ويتضح الأسلوب المعماري الهندي في النقوش الموجودة على جدرانه من الخارج التي تغطي أغلب جوانب المنزل. يبلغ ارتفاع المنزل ما يقارب السبعة أمتار.
المنزل مبني من الحجر أهم مايميزه المجلس الذي يصل ارتفاعه من الخارج إلى حوالي 6 أمتار، غطيت جدرانه من الخارج بزخارف جصية هندسية رائعة نفذت على شكل أفاريز وأشرطة، وعلى الشبابيك أقواس وعقود زخرفية غائرة، وأعلى واجهة المجلس من الخارج وأعلى الباب شريط كتابي من الآيات الكريمة يبدأ بالبسملة وبداية سورة الفتح.
أما من الداخل فالمجلس مليء بالزخارف الجصية التي تغطي جميع الجدران الأربعة، وفي منتصف الجدار أعلى المدخل والشبابيك حزام على شكل إفريز من الجص عليه كتابات بارزة تمثل آيات كريمة هي من الجدار الشمالي آية الكرسي. كما أن الشبابيك العلوية الصغيرة الموجودة أعلى الإفريز الكتابي نفذت من الجص والزجاج الملون المستورد، أما سقف المجلس فمن الخشب المستورد المنقوش بنقوش هندسية ملونة.
وجميع مواد التشييد من المواد المحلية عدا الزجاج الملون وأخشاب السقف (المعروفة بالجاوي) والأصباغ، فجميعها مستوردة من خارج المملكة ، أما اسلوب النقش والزخرفة الجصية فهي محلية ولها ما يماثلها في الهند واليمن.

## معرض الصور

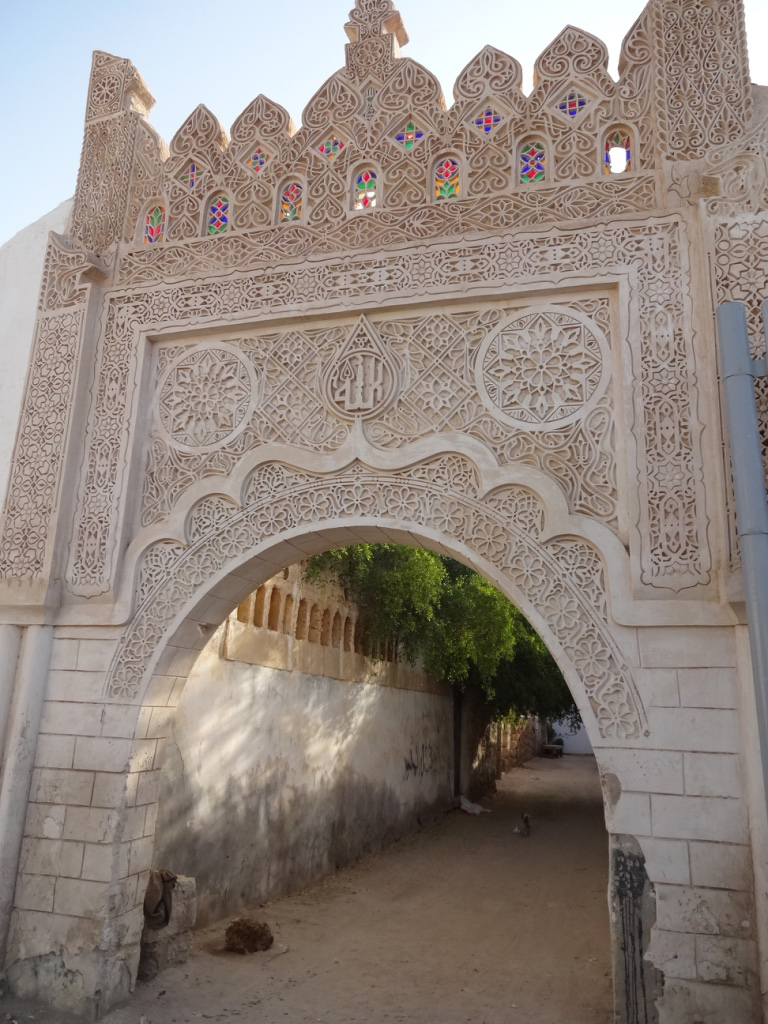
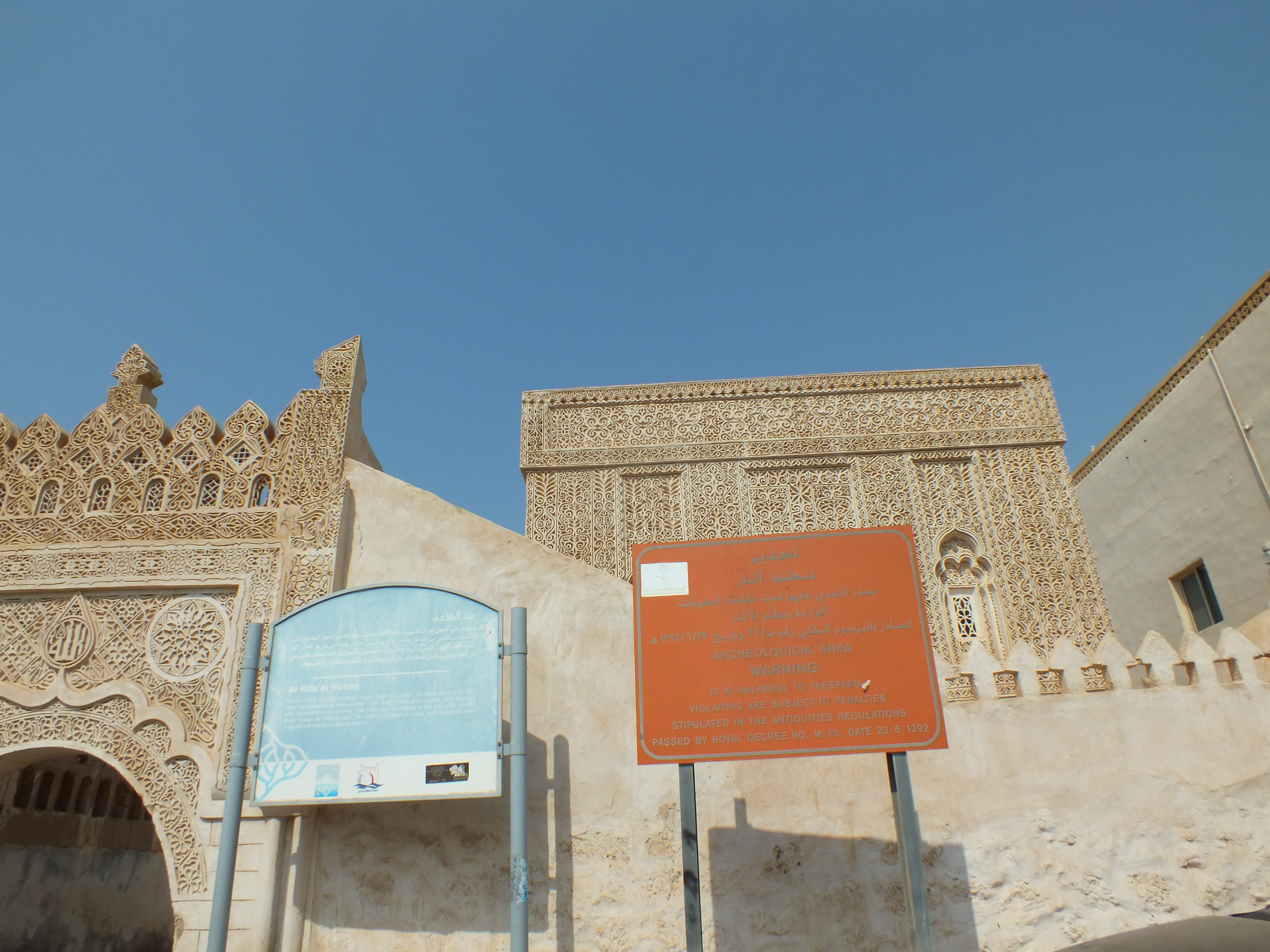
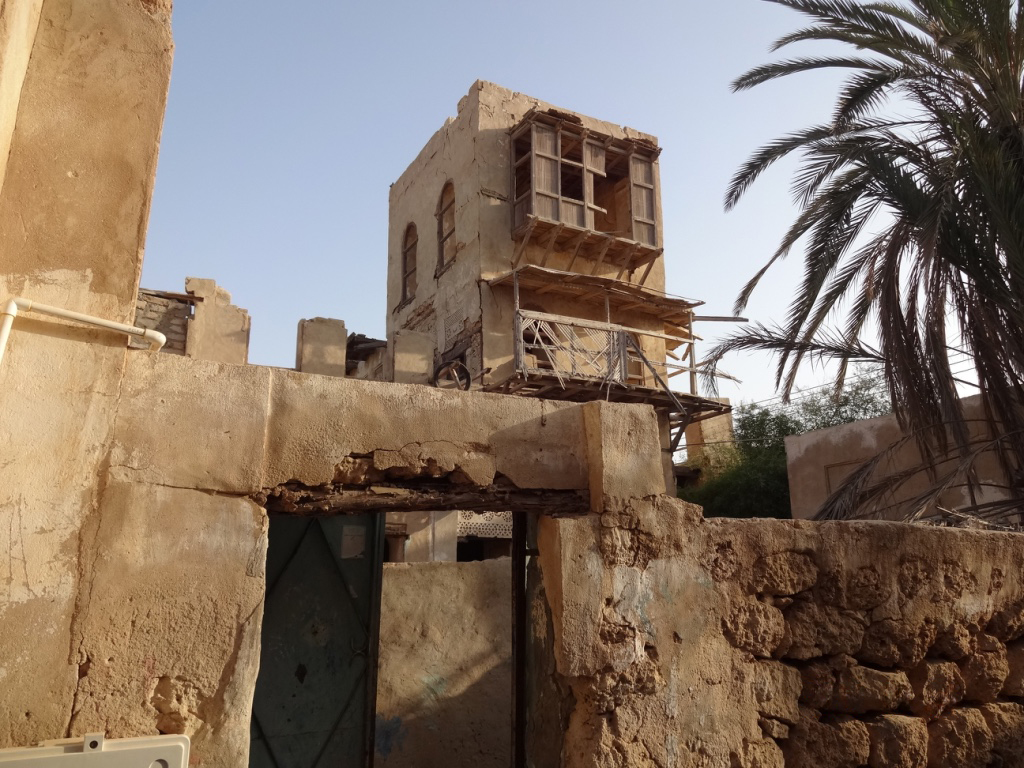
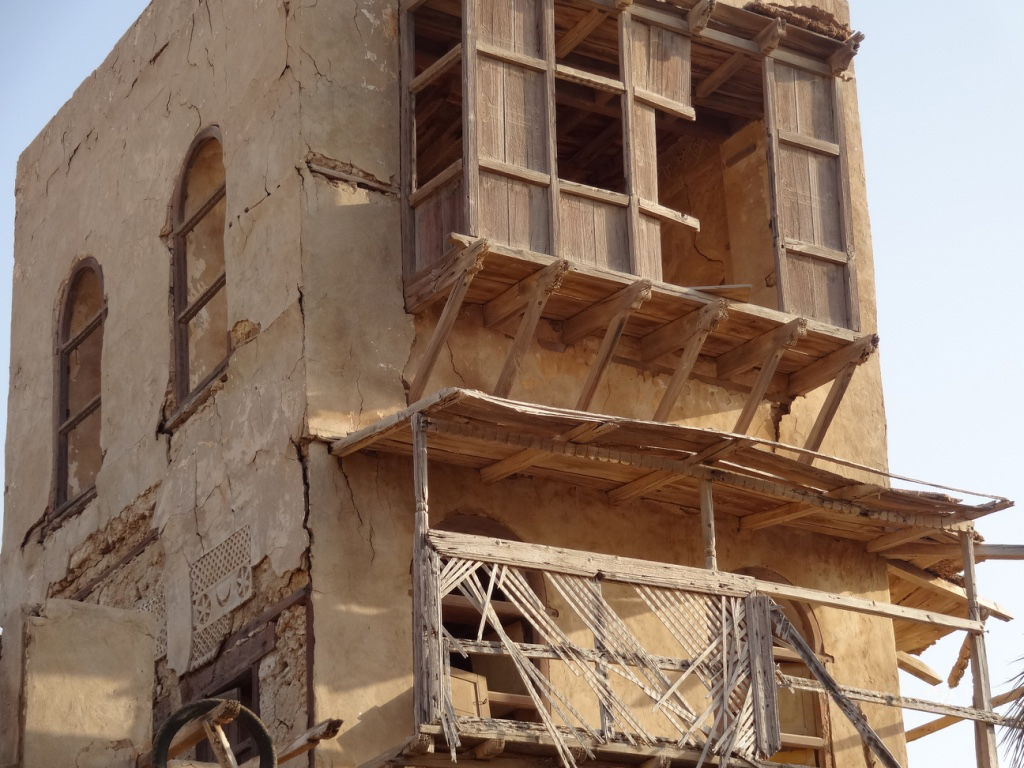
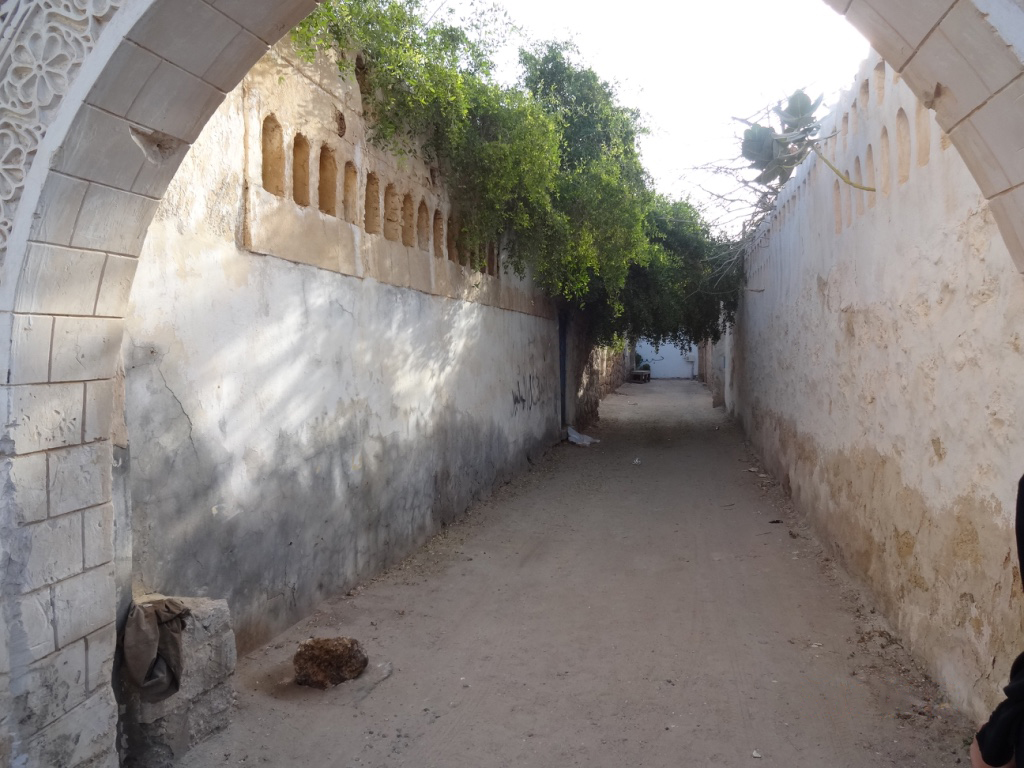

## وصلات خارجية
- النقوش والفنون المعمارية تزين منزل الرفاعي